# Japaratuba (gemeente)
Japaratuba is een gemeente in de Braziliaanse deelstaat Sergipe. De gemeente telt 16.046 inwoners (schatting 2009).

## Verkeer en vervoer
De plaats ligt bij de noord-zuidlopende weg BR-101 tussen Touros en São José do Norte.